# Сотенний суддя
Сотенний суддя — представник військової та цивільної адміністрації сотні в Гетьманщині у 2-й половині XVII—XVIII століть. Обирався членами відповідної сотні. Сотенний суддя відав кримінальними і частково цивільними справами. Крім судді, у суді брали участь інші представники полкової адміністрації, а інколи й повірені полковника
.